# Off (アルバム)
『off』（オフ）は、東山奈央の1枚目のミニ・アルバム。2021年5月12日にflying DOGから発売された。
「休みと癒し」をコンセプトとしたコンセプトアルバムである。
販売形態は、通常盤（VTCL-60545）、初回限定おふとん盤（VTZL-185）の全2種。初回限定おふとん盤には、Blu-rayディスクが同梱されており、Blu-rayディスクには東山のオフに密着した「なおぼうを無理やり（？）休ませる！一泊二日癒し旅」が収録されている。

## 収録内容
| #         | タイトル             | 作詞         | 作曲           | 編曲           | 時間  |
| --------- | -------------------- | ------------ | -------------- | -------------- | ----- |
| 1.        | 「off」              | 三浦康嗣     | 三浦康嗣       | 三浦康嗣       | 4:28  |
| 2.        | 「プロローグ」       | 三矢禅晃     | 三矢禅晃       | 三矢禅晃       | 4:06  |
| 3.        | 「グー」             | かいりきベア | かいりきベア   | かいりきベア   | 3:33  |
| 4.        | 「シャンプーリンス」 | 川崎里実     | 川崎里実       | 渡辺和紀       | 3:24  |
| 5.        | 「Rhythm Loop」      | 小詠         | タナカノブマサ | タナカノブマサ | 3:51  |
| 6.        | 「あした会えたら」   | 東山奈央     | 東山奈央       | 扇谷研人       | 6:19  |
| 合計時間: | 合計時間:            | 合計時間:    | 合計時間:      | 合計時間:      | 25:41 |